# Ornithoboea occulta
Ornithoboea occulta är en tvåhjärtbladig växtart som beskrevs av Brian Laurence Burtt. Ornithoboea occulta ingår i släktet Ornithoboea och familjen Gesneriaceae. Inga underarter finns listade i Catalogue of Life.